# Nabulsi (ser)

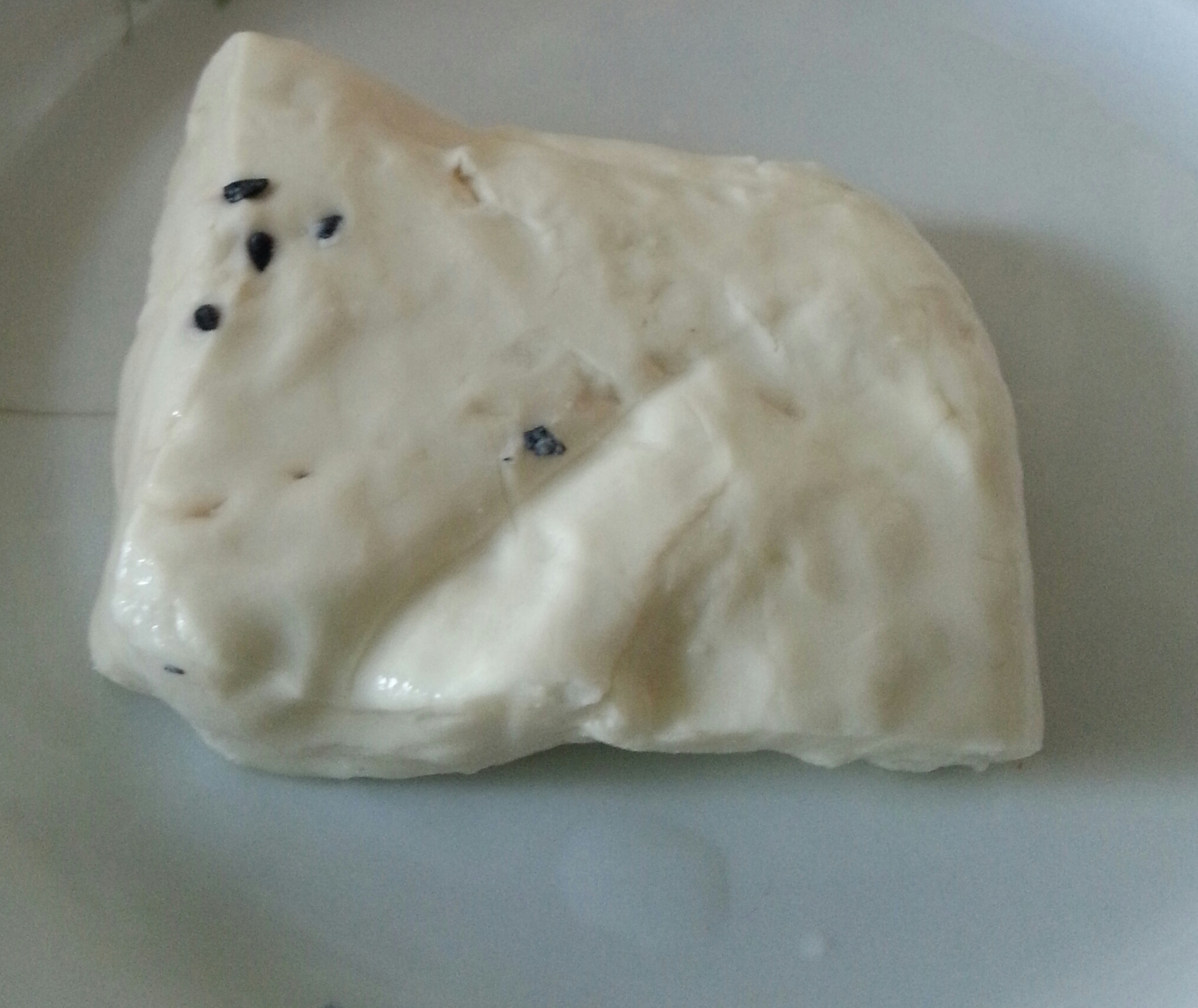
Ser Nabulsi

Nabulsi (także: Naboulsi) - tradycyjny bliskowschodni ser wywodzący się z okolic Nablusu.

## Charakterystyka
Produkowany jest głównie z mleka owczego, a rzadziej z koziego. Do masy serowej dodaje się specyficznej, pikantnej przyprawy - mahlabu. Ser jest solony, biały, pozbawiony otworów (dziur), prostokątny, po podgrzewaniu miękki i elastyczny. Zawartość tłuszczu na poziomie 50%, a wilgotność - 25%.

## Serwowanie i zastosowanie
Nabulsi jest podstawowym serem spożywanym na terenie Jordanii, jest też bardzo popularny wśród Palestyńczyków oraz w Libanie i Syrii. Spożywa się go na surowo lub po usmażeniu. Stanowi podstawę ciasta kanafeh, może być składnikiem do pity.